# Halifax

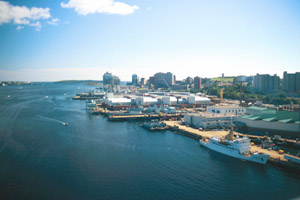
Halifax, Vista del muelle.

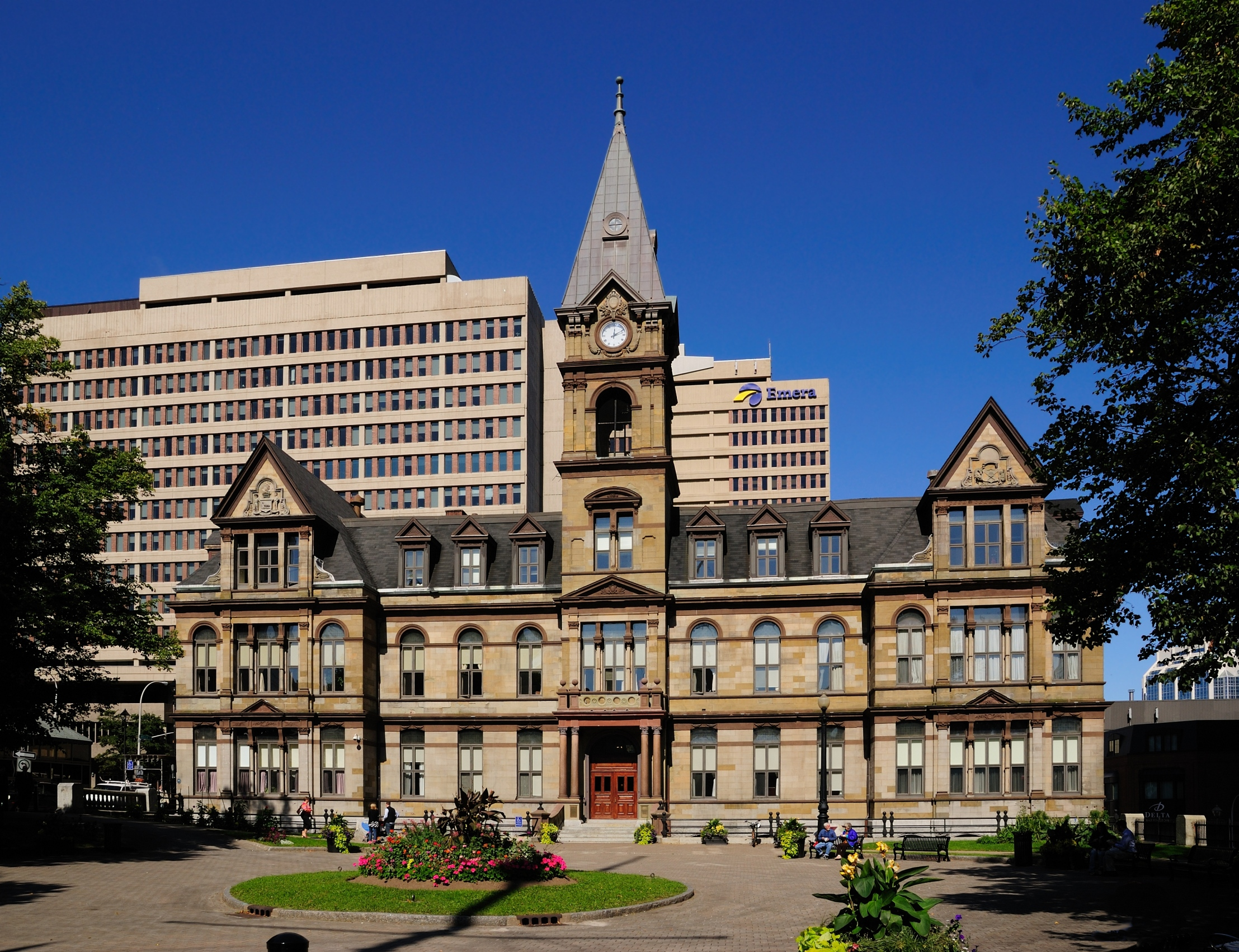
Palacio Municipal de Halifax

Halifax es la capital y ciudad canadiense más grande de la provincia de Nueva Escocia, y el centro económico de las Provincias Atlánticas. Es el puerto más grande del país en su costa atlántica y una de las ciudades con mayor crecimiento de población de todo Canadá.
El municipio tenía una población de 403.131 habitantes en 2016, con 316.701 en el espacio urbano centrado en el puerto de Halifax.
Halifax entró en el ranking de la revista MoneySense como el cuarto mejor lugar para vivir en Canadá en 2012, y se situó en el primer lugar de las grandes ciudades con mayor calidad de vida, y se situó en segundo lugar en la lista de las grandes ciudades del futuro, ambas en la revista americana fDi Magazine. Ha estado también en el top 10 de los lugares con negocios más amigables del Norte y el Sur de América.

## Historia
Halifax fue la ciudad donde se dirigieron los británicos después del Día de la evacuación (17 de marzo de 1776) de Boston, acción que se engloba dentro del asedio de Boston, el cual, a su vez, es un episodio de la Guerra de Independencia de los Estados Unidos.
En diciembre de 1917 se produjo el choque de dos barcos en el puerto de la ciudad causando un gran explosión.
En 1996 el gobierno provincial unió todos los gobiernos municipales dentro del condado de Halifax para crear el Halifax Regional Municipality HRM, un municipio regional que comprende aproximadamente 200 comunidades individuales, integrando además las ciudades de Dartmouth y Bedford. En 2001, el HRM tenía una población de 359.111 habitantes (Haligonians).

## Geografía
El municipio de Halifax ocupa una área de 5.577 kilómetros cuadrados, aproximadamente el 10% de Nueva Escocia, similar a la extensión de la Isla del Príncipe Eduardo. Mide aproximadamente 165 kilómetros de longitud en dirección este-oeste.
La costa está fuertemente marcada, y tiene una longitud de aproximadamente 400 kilómetros. La costa es en su mayor parte rocosa, con pequeñas playas de arena aisladas en bahías protegidas. Las bahías más grandes son St. Margarets Bay, Halifax Harbour/Bedford Basin, Cole Harbour, Musquodoboit Harbour, Jeddore Harbour, Ship Harbour, Sheet Harbour, y Ecum Secum Harbour. La topografía del municipio abarca las exuberantes granjas del Valle de Musquodoboit y colinas rocosas densamente arboladas.

### Clima
| Parámetros climáticos promedio de Halifax (Citadel Hill), normales 1981–2010, extremos 1863–presente | Parámetros climáticos promedio de Halifax (Citadel Hill), normales 1981–2010, extremos 1863–presente | Parámetros climáticos promedio de Halifax (Citadel Hill), normales 1981–2010, extremos 1863–presente | Parámetros climáticos promedio de Halifax (Citadel Hill), normales 1981–2010, extremos 1863–presente | Parámetros climáticos promedio de Halifax (Citadel Hill), normales 1981–2010, extremos 1863–presente | Parámetros climáticos promedio de Halifax (Citadel Hill), normales 1981–2010, extremos 1863–presente | Parámetros climáticos promedio de Halifax (Citadel Hill), normales 1981–2010, extremos 1863–presente | Parámetros climáticos promedio de Halifax (Citadel Hill), normales 1981–2010, extremos 1863–presente | Parámetros climáticos promedio de Halifax (Citadel Hill), normales 1981–2010, extremos 1863–presente | Parámetros climáticos promedio de Halifax (Citadel Hill), normales 1981–2010, extremos 1863–presente | Parámetros climáticos promedio de Halifax (Citadel Hill), normales 1981–2010, extremos 1863–presente | Parámetros climáticos promedio de Halifax (Citadel Hill), normales 1981–2010, extremos 1863–presente | Parámetros climáticos promedio de Halifax (Citadel Hill), normales 1981–2010, extremos 1863–presente | Parámetros climáticos promedio de Halifax (Citadel Hill), normales 1981–2010, extremos 1863–presente |
| Mes                                                                                                  | Ene.                                                                                                 | Feb.                                                                                                 | Mar.                                                                                                 | Abr.                                                                                                 | May.                                                                                                 | Jun.                                                                                                 | Jul.                                                                                                 | Ago.                                                                                                 | Sep.                                                                                                 | Oct.                                                                                                 | Nov.                                                                                                 | Dic.                                                                                                 | Anual                                                                                                |
| --- | --- | --- | --- | --- | --- | --- | --- | --- | --- | --- | --- | --- | --- |
| Temp. máx. abs. (°C)                                                                                 | 14.0                                                                                                 | 16.0                                                                                                 | 28.2                                                                                                 | 28.3                                                                                                 | 33.3                                                                                                 | 34.4                                                                                                 | 37.2                                                                                                 | 34.4                                                                                                 | 34.6                                                                                                 | 31.1                                                                                                 | 23.3                                                                                                 | 16.7                                                                                                 | 37.2                                                                                                 |
| Temp. máx. media (°C)                                                                                | -0.1                                                                                                 | 0.4                                                                                                  | 3.6                                                                                                  | 8.7                                                                                                  | 14.4                                                                                                 | 19.6                                                                                                 | 23.1                                                                                                 | 23.1                                                                                                 | 19.3                                                                                                 | 13.4                                                                                                 | 8.1                                                                                                  | 2.8                                                                                                  | 11.4                                                                                                 |
| Temp. media (°C)                                                                                     | -4.1                                                                                                 | -3.6                                                                                                 | -0.2                                                                                                 | 4.9                                                                                                  | 10.1                                                                                                 | 15.2                                                                                                 | 18.8                                                                                                 | 19.1                                                                                                 | 15.5                                                                                                 | 9.9                                                                                                  | 4.8                                                                                                  | -0.8                                                                                                 | 7.5                                                                                                  |
| Temp. mín. media (°C)                                                                                | -8.2                                                                                                 | -7.5                                                                                                 | -3.9                                                                                                 | 1.0                                                                                                  | 5.8                                                                                                  | 10.7                                                                                                 | 14.4                                                                                                 | 15.1                                                                                                 | 11.8                                                                                                 | 6.4                                                                                                  | 1.5                                                                                                  | -4.3                                                                                                 | 3.6                                                                                                  |
| Temp. mín. abs. (°C)                                                                                 | -27.2                                                                                                | -29.4                                                                                                | -23.3                                                                                                | -13.9                                                                                                | -5.0                                                                                                 | 0.0                                                                                                  | 4.4                                                                                                  | 3.9                                                                                                  | -1.7                                                                                                 | -7.2                                                                                                 | -15.6                                                                                                | -25.6                                                                                                | -29.4                                                                                                |
| Precipitación total (mm)                                                                             | 139.7                                                                                                | 110.1                                                                                                | 132.5                                                                                                | 118.3                                                                                                | 119.1                                                                                                | 111.8                                                                                                | 110.3                                                                                                | 96.4                                                                                                 | 108.9                                                                                                | 124.3                                                                                                | 151.4                                                                                                | 145.1                                                                                                | 1468.1                                                                                               |
| Lluvias (mm)                                                                                         | 96.7                                                                                                 | 75.1                                                                                                 | 101.3                                                                                                | 111.3                                                                                                | 118.4                                                                                                | 111.8                                                                                                | 110.3                                                                                                | 96.4                                                                                                 | 108.9                                                                                                | 124.1                                                                                                | 143.6                                                                                                | 115.9                                                                                                | 1313.9                                                                                               |
| Nevadas (cm)                                                                                         | 43.1                                                                                                 | 35.0                                                                                                 | 31.2                                                                                                 | 7.0                                                                                                  | 0.8                                                                                                  | 0.0                                                                                                  | 0.0                                                                                                  | 0.0                                                                                                  | 0.0                                                                                                  | 0.1                                                                                                  | 7.8                                                                                                  | 29.2                                                                                                 | 154.2                                                                                                |
| Días de precipitaciones (≥ 0.2 mm)                                                                   | 13.8                                                                                                 | 11.6                                                                                                 | 13.1                                                                                                 | 15.2                                                                                                 | 15.8                                                                                                 | 13.6                                                                                                 | 12.1                                                                                                 | 11.1                                                                                                 | 11.7                                                                                                 | 14.1                                                                                                 | 15.3                                                                                                 | 14.5                                                                                                 | 161.8                                                                                                |
| Días de lluvias (≥ 0.2 mm)                                                                           | 8.5                                                                                                  | 6.5                                                                                                  | 10.2                                                                                                 | 14.1                                                                                                 | 15.7                                                                                                 | 13.6                                                                                                 | 12.1                                                                                                 | 11.1                                                                                                 | 11.7                                                                                                 | 14.1                                                                                                 | 14.5                                                                                                 | 10.8                                                                                                 | 142.7                                                                                                |
| Días de nevadas (≥ 0.2 cm)                                                                           | 6.8                                                                                                  | 6.1                                                                                                  | 4.1                                                                                                  | 1.6                                                                                                  | 0.2                                                                                                  | 0.0                                                                                                  | 0.0                                                                                                  | 0.0                                                                                                  | 0.0                                                                                                  | 0.1                                                                                                  | 1.2                                                                                                  | 5.2                                                                                                  | 25.3                                                                                                 |
| Horas de sol                                                                                         | 109.5                                                                                                | 127.2                                                                                                | 142.8                                                                                                | 156.6                                                                                                | 193.3                                                                                                | 220.7                                                                                                | 235.2                                                                                                | 226.6                                                                                                | 180.5                                                                                                | 157.8                                                                                                | 107.4                                                                                                | 105.2                                                                                                | 1962.5                                                                                               |
| Fuente n.º 1: Environment Canada (horas de sol registradas en CFB Shearwater)                        | | | | | | | | | | | | | |
| Fuente n.º 2: Nova Scotian Institute of Science y Weather Atlas                                      | | | | | | | | | | | | | |

| Parámetros climáticos promedio de Aeropuerto Internacional de Halifax-Stanfield | Parámetros climáticos promedio de Aeropuerto Internacional de Halifax-Stanfield | Parámetros climáticos promedio de Aeropuerto Internacional de Halifax-Stanfield | Parámetros climáticos promedio de Aeropuerto Internacional de Halifax-Stanfield | Parámetros climáticos promedio de Aeropuerto Internacional de Halifax-Stanfield | Parámetros climáticos promedio de Aeropuerto Internacional de Halifax-Stanfield | Parámetros climáticos promedio de Aeropuerto Internacional de Halifax-Stanfield | Parámetros climáticos promedio de Aeropuerto Internacional de Halifax-Stanfield | Parámetros climáticos promedio de Aeropuerto Internacional de Halifax-Stanfield | Parámetros climáticos promedio de Aeropuerto Internacional de Halifax-Stanfield | Parámetros climáticos promedio de Aeropuerto Internacional de Halifax-Stanfield | Parámetros climáticos promedio de Aeropuerto Internacional de Halifax-Stanfield | Parámetros climáticos promedio de Aeropuerto Internacional de Halifax-Stanfield | Parámetros climáticos promedio de Aeropuerto Internacional de Halifax-Stanfield |
| Mes                                                                             | Ene.                                                                            | Feb.                                                                            | Mar.                                                                            | Abr.                                                                            | May.                                                                            | Jun.                                                                            | Jul.                                                                            | Ago.                                                                            | Sep.                                                                            | Oct.                                                                            | Nov.                                                                            | Dic.                                                                            | Anual                                                                           |
| ------------------------------------------------------------------------------- | ------------------------------------------------------------------------------- | ------------------------------------------------------------------------------- | ------------------------------------------------------------------------------- | ------------------------------------------------------------------------------- | ------------------------------------------------------------------------------- | ------------------------------------------------------------------------------- | ------------------------------------------------------------------------------- | ------------------------------------------------------------------------------- | ------------------------------------------------------------------------------- | ------------------------------------------------------------------------------- | ------------------------------------------------------------------------------- | ------------------------------------------------------------------------------- | ------------------------------------------------------------------------------- |
| Temp. máx. abs. (°C)                                                            | 14.8                                                                            | 17.5                                                                            | 27.2                                                                            | 29.5                                                                            | 32.8                                                                            | 33.4                                                                            | 33.9                                                                            | 35.0                                                                            | 34.2                                                                            | 25.8                                                                            | 19.4                                                                            | 16.3                                                                            | 35.0                                                                            |
| Temp. máx. media (°C)                                                           | −1.3                                                                            | -0.6                                                                            | 3.1                                                                             | 9.1                                                                             | 15.3                                                                            | 20.4                                                                            | 23.8                                                                            | 23.6                                                                            | 19.4                                                                            | 13.1                                                                            | 7.3                                                                             | 1.7                                                                             | 11.3                                                                            |
| Temp. media (°C)                                                                | −5.9                                                                            | −5.2                                                                            | -1.3                                                                            | 4.4                                                                             | 10.0                                                                            | 15.1                                                                            | 18.8                                                                            | 18.7                                                                            | 14.6                                                                            | 8.7                                                                             | 3.5                                                                             | -2.4                                                                            | 6.6                                                                             |
| Temp. mín. media (°C)                                                           | −10.4                                                                           | −9.7                                                                            | −5.7                                                                            | -0.3                                                                            | 4.6                                                                             | 9.7                                                                             | 13.7                                                                            | 13.7                                                                            | 9.7                                                                             | 4.2                                                                             | -0.4                                                                            | −6.4                                                                            | 1.9                                                                             |
| Temp. mín. abs. (°C)                                                            | −28.5                                                                           | −27.3                                                                           | −22.4                                                                           | −12.8                                                                           | −4.4                                                                            | 0.6                                                                             | 6.1                                                                             | 4.4                                                                             | −0.8                                                                            | −6.7                                                                            | −13.1                                                                           | −23.3                                                                           | −28.5                                                                           |
| Precipitación total (mm)                                                        | 134.3                                                                           | 105.8                                                                           | 120.1                                                                           | 114.5                                                                           | 111.9                                                                           | 96.2                                                                            | 95.5                                                                            | 93.5                                                                            | 102.0                                                                           | 124.9                                                                           | 154.2                                                                           | 143.3                                                                           | 1396.2                                                                          |
| Lluvias (mm)                                                                    | 83.5                                                                            | 65.0                                                                            | 86.9                                                                            | 98.2                                                                            | 109.8                                                                           | 96.2                                                                            | 95.5                                                                            | 93.5                                                                            | 102.0                                                                           | 124.6                                                                           | 139.1                                                                           | 101.8                                                                           | 1196.1                                                                          |
| Nevadas (cm)                                                                    | 58                                                                              | 45                                                                              | 37                                                                              | 16                                                                              | 2                                                                               | 0                                                                               | 0                                                                               | 0                                                                               | 0                                                                               | 0                                                                               | 17                                                                              | 45                                                                              | 221                                                                             |
| Días de precipitaciones (≥ 0.2 mm)                                              | 18.7                                                                            | 15.2                                                                            | 15.1                                                                            | 14.8                                                                            | 13.7                                                                            | 12.9                                                                            | 11.3                                                                            | 11.0                                                                            | 10.2                                                                            | 12.1                                                                            | 15.1                                                                            | 17.4                                                                            | 167.4                                                                           |
| Días de lluvias (≥ 0.2 mm)                                                      | 8.0                                                                             | 6.1                                                                             | 8.6                                                                             | 12.1                                                                            | 13.5                                                                            | 12.9                                                                            | 11.3                                                                            | 11.0                                                                            | 10.2                                                                            | 12.1                                                                            | 12.8                                                                            | 9.8                                                                             | 128.4                                                                           |
| Días de nevadas (≥ 0.2 cm)                                                      | 14.6                                                                            | 12.0                                                                            | 9.6                                                                             | 5.2                                                                             | 0.61                                                                            | 0.0                                                                             | 0.0                                                                             | 0.0                                                                             | 0.0                                                                             | 0.14                                                                            | 3.9                                                                             | 11.7                                                                            | 57.7                                                                            |
| Humedad relativa (%)                                                            | 83.8                                                                            | 82.8                                                                            | 83.8                                                                            | 85.5                                                                            | 87.0                                                                            | 88.2                                                                            | 89.5                                                                            | 90.9                                                                            | 91.6                                                                            | 89.9                                                                            | 87.0                                                                            | 85.6                                                                            | 87.1                                                                            |
| Fuente: Environment Canada                                                      |                                                                                 |                                                                                 |                                                                                 |                                                                                 |                                                                                 |                                                                                 |                                                                                 |                                                                                 |                                                                                 |                                                                                 |                                                                                 |                                                                                 |                                                                                 |

## Transporte
Esta ciudad es servida por el Aeropuerto Internacional de Halifax Stanfield.

## Deporte
El Scotiabank Centre es el escenario deportivo más grande del Atlántico canadiense. Alberga la gran mayoría de los principales eventos deportivos, musicales y culturales que visitan Halifax y es la sede de varias franquicias deportivas, entre ellas los Halifax Hurricanes de la Liga Nacional de Baloncesto de Canadá, los Halifax Mooseheads de la Quebec Major Junior Hockey League y los Halifax Thunderbirds de la National Lacrosse League estadounidense. El Royal Nova Scotia International Tattoo, prestigioso evento internacional para tatuadores, se celebra aquí todos los años. La instalación está conectada al Downtown Halifax Link y directamente al World Trade and Convention Center.
También tiene un equipo de fútbol en la Canadian Premier League, el HFX Wanderers FC.

## Ciudades hermanas
- Hakodate, Japón (1982)[24]
- Campeche, México (1999)[25]
- Norfolk, Virginia, Estados Unidos (2006)